# Fills del Cor de Maria
Els claretians són la congregació religiosa catòlica dels Fills de l'Immaculat Cor de Maria o Fills del Cor de Maria (Cordis Mariae Filius C.M.F.), també coneguda com a Missioners Claretians, fou fundada per sant Antoni Maria Claret, l'any 1849 a Vic (Osona) a l'antic Seminari diocesà (sent-ne bisbe el dr. Llucià Casadevall), amb la finalitat de difondre l'evangelització catòlica a les missions, l'educació dels infants i joves. Aquesta congregació disposa de parròquies, escoles, missions, editorials, mitjans de comunicació... amb un important apostolat a favor dels pobres i marginats. Està estesa pels quatre continents.

## Història
La política anticlerical dominant a Espanya durant la primera meitat del segle xix (amb la desamortització de Juan Álvarez Mendizábal o les mesures de Baldomero Espartero i Leopoldo O'Donnell van provocar en el clergat una revifalla dels corrents missioners i catequètics, orientats a donar a conèixer la fe cristiana entre el poble. En aquesta línia, Antoni Maria Claret (1807-1870) va començar a predicar a pobles de Catalunya i Canàries.
Per arribar a més llocs, va pensar de fundar una congregació amb el mateix objectiu: el 16 de juliol de 1849, juntament amb Josep Xifré i Mussach, Jaume Clotet i Fabrés, Esteve Sala, Domenech Fàbregas i Manuel Vilaró, va constituir-se la congregació, posada sota la protecció del Sagrat Cor de Maria. Quan l'any següent va ser nomenat arquebisbe de Santiago de Cuba, Claret hagué de deixar la direcció de la congregació. A partir de 1858, quan Josep Xifré i Mussach, un dels cofundadors, se'n va fer càrrec, l'institut va tenir una gran expansió.

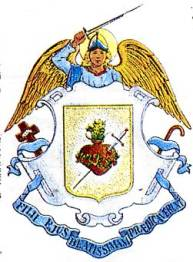
Escut dels claretians
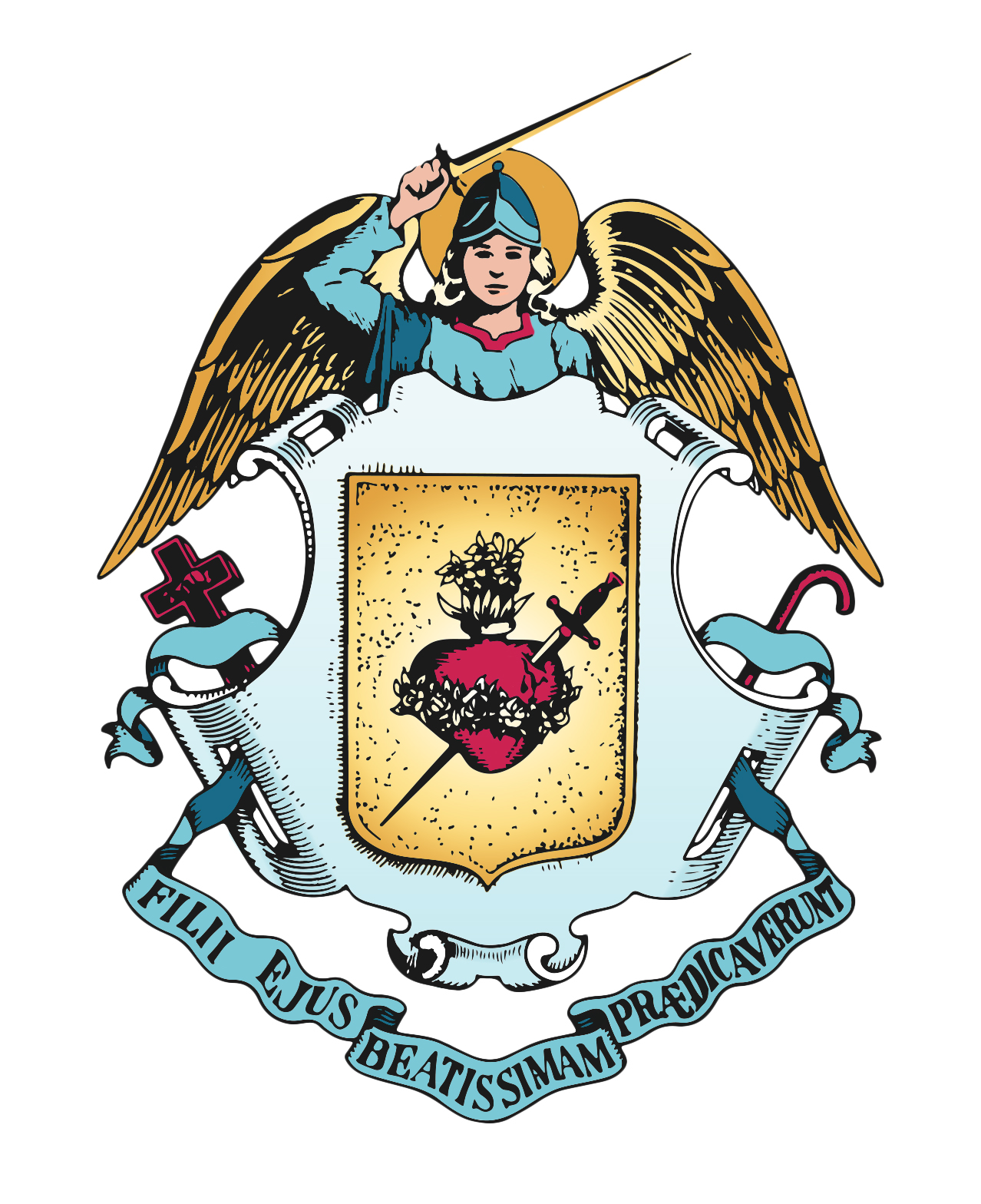
Escut dels Claretians
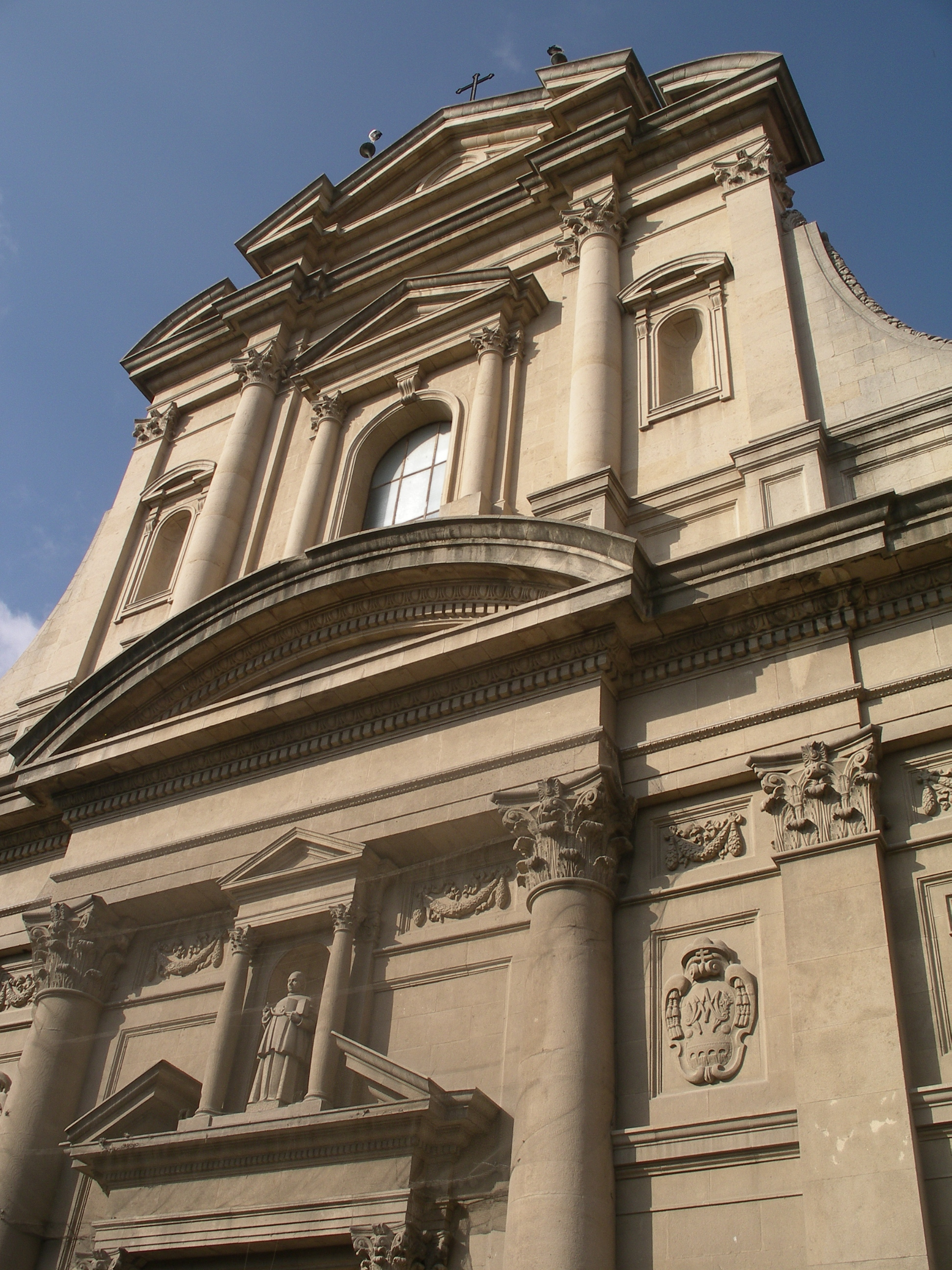
Casa Missió d'Exercicis de Vic, amb el temple-sepulcre del sant
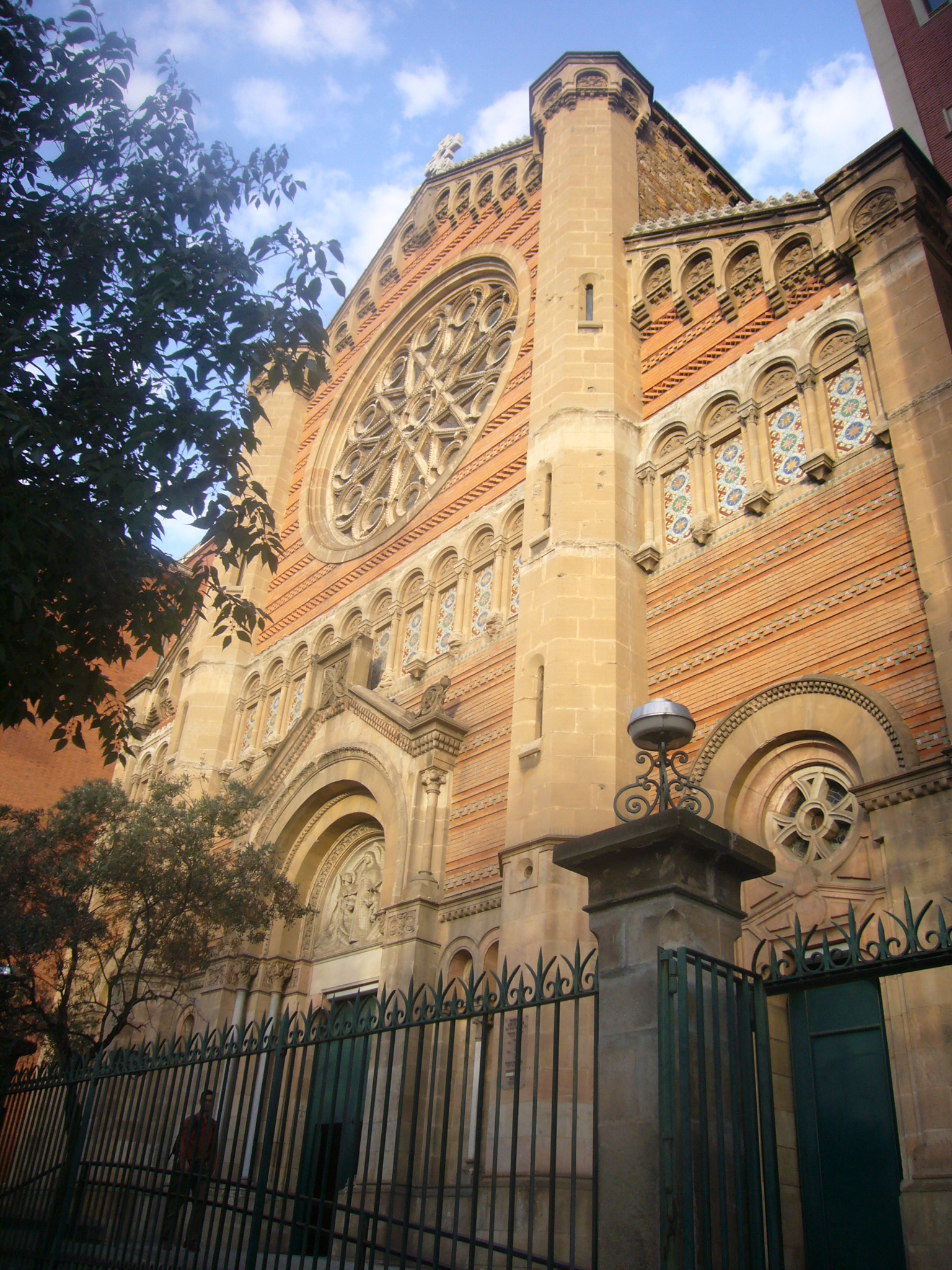
Església de l'Immaculat Cor de Maria (Barcelona) (Carrer Sant Antoni Maria Claret, 45)
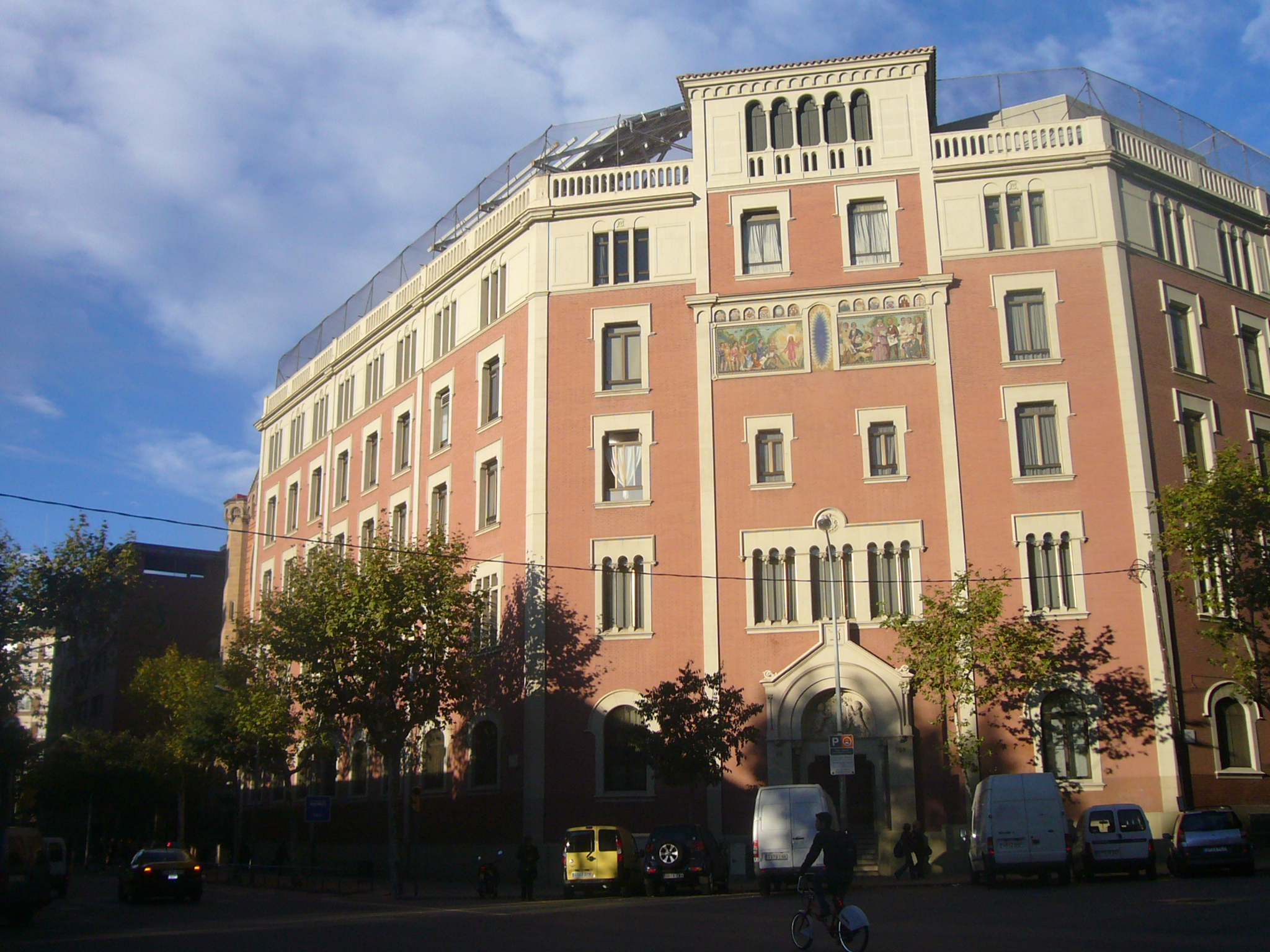
Edifici del Col·legi Claret de Barcelona, adjacent a l'església